# Reicheneck (Happurg)
Reicheneck ist ein Gemeindeteil der Gemeinde Happurg im Landkreis Nürnberger Land (Mittelfranken, Bayern). Reicheneck liegt in der Gemarkung Kainsbach.

## Lage
Der Weiler Reicheneck liegt oberhalb von Kainsbach am Osthang des Kainsbachtals. Über einen Feldweg kann man den Happurger See erreichen.

## Geschichte
Die Burg Reicheneck wird erstmals im Jahr 1238 urkundlich als Besitz des mächtigen Reichsministerialen Ulrich von Königstein bezeugt. Reicheneck wurde ab 1395 Besitz der Herren von Absberg. Von hier aus nahm er im Auftrag der Staufer Vogteirechte wahr, die sich über den umfangreichen Besitz des Hochstifts Bamberg und der Propstei des Klosters Bergen im Hersbrucker Land erstreckten. Nach der Eingliederung der Reichsstadt Nürnberg in das neu gebildete Königreich Bayern wurde die Burg auf Anordnung des königlich-bayerischen Rentamtes Hersbruck nach und nach abgetragen. Bis heute sind große Teile der Zwingeranlagen und des inneren Schlosses erhalten.